# Impfondo
Impfondo est une ville et une commune du Nord-Est de la République du Congo, chef-lieu du département de la Likouala et du district portant ce même nom,.
Les originaires de la ville d'Impfondo sont les Mbondzo. Située sur les rives de la rivière Ubangui, la ville comptait 38 240 habitants en 2023, date du dernier recensement officiel du pays,.

## Géographie
La ville compte près de 50 000 habitants et se situe sur la rivière Oubangui. Il y règne un climat équatorial avec principalement 2 saisons : une saison sèche, de décembre à mai, et une saison de pluies, de juin à novembre.

## Histoire
L'arrêté du 12 décembre 1920, instaure la localité comme chef-lieu de la circonscription du Bas-Oubangui dans la colonie du Moyen-Congo. Cette circonscription compte deux subdivsions : Impfondo et Dongou.

## Administration
Le district d'Impfondo se distribue avec les districts de Dongou, Liranga et Bétou, les villages situés sur la rive droite du fleuve Congo et de la rivière Oubangui. La ville d'Impfondo compte huit quartiers: Moungoungui (01), Tolingana (02), Bakandi (03), centre ville (04) , Angola libre (05), Tossangana (05), Bohona (06), Gangania (07) et Kombola (08).

## Économie
Elle possède un aéroport, et il est possible de rejoindre Brazzaville ou Bangui par bateau. La ville d'Impfondo est traversée par une route, longue de 135 km, qui relie les villes de Dongou, Impfondo et Epéna. Dongou se trouve à 50 km d'Impfondo, et Epéna à 85 km.

## Personnalités
- Giovanni Las Lmk (1990-), écrivain et poète congolais, est né à Impfondo.
- Julien Francis Moufonda, personnalité politique congolaise y est né en 1949